# チェイサー (1977年の映画)
『チェイサー』（原題：Mort d'un pourri, 訳：腐った男の死）は、1977年制作のフランスのスリラー映画。ラフ・ヴァレ原作のベストセラー小説をジョルジュ・ロートネル監督、アラン・ドロン主演（兼・製作）で映画化。第3回セザール賞2部門（最優秀主演男優賞・最優秀脚本賞）ノミネート。

## あらすじ
ある日、実業家グザヴィエのもとに代議士をしている親友のフィリップが現れ、衝撃的な告白をする。何と同僚のセラノ議員を殺害したといい、グザヴィエにアリバイ作りをしてほしいという。
それを承諾したグザヴィエが翌日犯行現場に向かうと、そこには事件を捜査するモロ警部とペルネ警部がいた。モロ警部はグザヴィエに、政財界を揺るがす証拠となる事実が記された、いわゆる“セラノ文書”と呼ばれる書類がなくなっていることを話す。
フィリップはその文書を奪うためにセラノを殺害し、文書は愛人のヴァレリーのアパートにあると話した。やがてフィリップも何者かに殺され、グザヴィエは“セラノ文書”をめぐる陰謀に巻き込まれていく。

## キャスト
※括弧内は日本語吹替（DVD未収録）。
- グザヴィエ：アラン・ドロン（野沢那智）
- フィリップ：モーリス・ロネ
- ヴァレリー：オルネラ・ムーティ
- フランソワーズ：ミレーユ・ダルク（浅井淑子）
- クリスチアーヌ：ステファーヌ・オードラン
- モロ警部：ミシェル・オーモン
- ペルネ警部：ジャン・ブイーズ
- トムスキー：クラウス・キンスキー
- フォンダリ：ジュリアン・ギオマール

※テレビ放送：日本テレビ「水曜ロードショー」1983年1月26日